# KD運送グループ
KD運送グループ（朝鮮語: KD운송그룹）は、大韓民国最大のバス事業者グループである。

## 概要
1972年に創立された大元旅客を母体とする。ソウル特別市と首都圏を中心に高速バス、空港バス、市内バス、市外バス、観光バスを運営している。

## 車両
- この会社の高速バス、空港バス、市外バス、観光バスは、すべて紫グラデーション塗装をしている。
- この会社の車種はほとんど大宇バスである。

## グループ会社

### バス
- 京畿高速（ko）
- 大元高速（ko）
- 大元旅客（ko）
- 大元観光（ko）
- 大元交通（ko）
- 大元運輸（ko）
- 大元バス（ko）
- 平安運輸（ko）
- 京畿旅客（ko）
- 明進旅客（ko）
- 進明旅客（ko）
- 京畿バス（ko）
- 京畿運輸（ko）
- 京畿商運（ko）
- 華城旅客（ko）
- 三興高速（ko）
- 平沢バス（ko）
- 利川市内バス（ko）